# かんしゃく玉のゆううつ
『かんしゃく玉のゆううつ』（かんしゃくだまのゆううつ）は、種村有菜による日本の漫画短編集。表題作を含めた4本の短編が収録されている。
1998年に発売された種村初の短編集であり、『イ・オ・ン』の次に当たる2冊目となる単行本。デビュー作も収録した初期作品集であり、連載デビュー作である『イ・オ・ン』よりも前に『りぼんオリジナル』・『りぼん』（いずれも集英社）およびその増刊号にて発表された短編が収録されている。
単行本のおまけページによると、イメージソングがある作品がある。

## 収録作品
- かんしゃく玉のゆううつ（かんしゃくだまのゆううつ）
- この恋はNONフィクション（このこいはノンフィクション）
- 雨の午後はロマンスのヒロイン（あめのごごはロマンスのヒロイン）
- 2番目の恋のかたち（にばんめのこいのかたち）

## かんしゃく玉のゆううつ
表題作。『りぼん』（集英社）1997年2月号と『りぼんオリジナル』（同）1998年2月号に掲載された種村3作目となる作品。略称は「かん玉」。続編「かんしゃく玉のゆううつ〜君がいなくちゃ〜」もこのコミックスに収録。イメージソングはJUDY AND MARYの「そばかす」。
設定は忍者をモデルにしたものであり、主人公・鰍は忍者の血を受け継いだ女の子である。

### あらすじ(かんしゃく玉のゆううつ)
忍者の血を引く高校生・鰍は自分の流派に伝わる秘伝の武器「紅葉（くれは）」を守る少女。茶道部部長の藤崎先輩に憧れているけれど、なかなか顔を見ることもできない日々を過ごしていた……。

### 登場人物(かんしゃく玉のゆううつ)
山乃 鰍（やまの かじか）
主人公。忍者の血を受け継ぐ女の子（くノ一）であり、山乃我（やまのが）流の秘伝の武器「紅葉（くれは）」を扱うことが出来る。膝よりも長い髪を「紅葉」を使ってポニーテールにしているのが特徴。「女の子らしいこと（お茶、料理、裁縫等）」は一切出来ないが、おでんは作れるらしい。両親は鰍が幼い頃、任務の最中に亡くなっている。
谷本 勇我（たにもと ゆうが）
鰍の幼なじみ。鰍に惚れており、鰍をかけた藤崎隼人との決闘を機に、山乃家で忍術修行を始める。学校では委員会活動をしている。おでんが好物。
藤崎 隼人（ふじさき はやと）
茶道部部長。鰍の憧れの人物であったが、山乃家秘伝の武器を狙った忍者だった。事件解決後、本気で鰍に惚れてしまう。
おじじ様（おじじさま）
鰍の祖父。本名は不明。基本的に厳格な性格。
智香（ともか）
鰍の友達。茶道部員。
仁美（ひとみ）
鰍の友達。料理が得意。
藤崎（ふじさき）さん
藤崎隼人の妹。鰍たちと同学年で、勇我と同じく委員会活動をしている。忍者（くノ一）かどうかは不明。

## この恋はNONフィクション
『りぼんびっくり大増刊号』（同）1997年早春号に掲載された種村4作目となる作品。略称は「NONフィク」。イメージソングは特になし。

### あらすじ(この恋はNONフィクション)
主人公の友人・赤松ユリは、主人公・鷹瀬川果林の写真を自分と偽って文通相手に送ってしまう。そのことから、ユリが会う約束をした文通相手に果林が会いに行くことになる。

### 登場人物(この恋はNONフィクション)
鷹瀬川 果林（たかせがわ かりん）
ユリに頼まれ、代わりにユリの文通相手に会いに行くことになる。金持ちのお嬢様で、庶民的な食べ物に憧れがあり、ユリから身代わりを頼まれた時にはあんみつやチーズケーキを要求している。イルカが好きな、優しくて世間知らずの女の子。
赤松 ユリ（あかまつ ユリ）
果林の友人で、自分の代わりに文通相手に会ってほしいと果林に頼んだ。ペンギンが好き。
良野 敦司（りょうの あつし）
ユリの文通相手。顔合わせのデート当日は変装していた。
茶竹 良（さたけ りょう）
良野がユリ宛てに送った手紙の中にあった写真の人物。果林と出会う。
田吾作（たごさく）
果林のボディーガードの一人。『イ・オ・ン』にも、生徒会長・白石の子分という役で登場した。『神風怪盗ジャンヌ』にも登場している、謎のキャラクター。

## 雨の午後はロマンスのヒロイン
『りぼんオリジナル』1996年10月号に掲載された種村2作目となる作品。タイトルは種村の友人が持っていたCDのタイトルをアレンジしたものである。略称は「雨ロマ」。イメージソングは広末涼子の「MajiでKoiする5秒前」、JITTERIN'JINNの「相合傘」。

### あらすじ(雨の午後はロマンスのヒロイン)
高校生の相川みのりはある雨の日、傘を忘れてしまい困っていた。そこに偶然通りかかった男の子、高遠慎也の傘に入れてもらうことに。それ以降高遠を好きになったみのりは、高遠の傘に入りたくて雨が降るたびにわざと傘を忘れる日々が続く。

### 登場人物(雨の午後はロマンスのヒロイン)
相川 みのり（あいかわ みのり）
主人公。高校2年生。以前は知らない男に告白されただけで恥ずかしく思っていたが、雨のある日、高遠が一緒に傘にいれてくれたのをきっかけに高遠に惚れる。それ以来てるてる坊主を逆さにするなどして雨を期待する日々が続く。
高遠 慎也（たかとお しんや）
みのりとは別の高校に通う。高校2年生。意外とクールな性格でストレートな表現が苦手なためみのりに毒舌を吐きがちだが、お人好しな面もあり大局的には優しく接している。晴れの日は自転車通学をしている。高1のときとある女性にふられたのが切っ掛けで恋愛不信となってしまった。実はその女性がみのりであった。
当初高遠の名前は下の名前で使用されるという設定があった。また、単行本『かんしゃく玉のゆううつ』に登場する作品ごとの脇役の男の子の中で、高遠は最も人気が高かった。
さゆり
みのりのクラスメイト。眼鏡をかけている。高遠とは中学時代同じ学校であった。本編には登場しなかったが、『神風怪盗ジャンヌ』の東大寺都と『イ・オ・ン』・『神風怪盗ジャンヌ』に登場する東大寺昴の姉であることが、当時発売された『神風怪盗ジャンヌ』のコミックスの中におまけ漫画として描かれた、都による東大寺家の紹介にて明らかになっている。従ってスター・システムの可能性がある。

## 2番目の恋のかたち
『りぼんオリジナル』1996年6月号に掲載された種村のデビュー作。略称は「2恋（ツーこい）」。イメージソングは東京Qチャンネルの「素直なままで恋をしようよ」。友人の実話が基ネタ。

### あらすじ(2番目の恋のかたち)
山口真魚の好きな人は親友結女の彼氏西川。そんな真魚に好きと言ってつきまとう「しーちゃん」こと中村成伸。ある日結女が西川について相談に来る。

### 登場人物(2番目の恋のかたち)
山口 真魚（やまぐち まな）
主人公。調理部所属。アップルパイを作るのが得意。中村のような軽い男は好みでないと発言している。
中村 成伸（なかむら しげのぶ）
通称「しーちゃん」。真魚たちの1学年下。軽い性格で、多くの女の子をナンパしている。MONO消しゴムの「O」の文字を「A」に替えて「MANA」消しゴムにするなどしている。
結女（ゆめ）
真魚と一緒に調理部に在籍している。料理の腕にあまり自信が持てていないが、しばしば真魚にアドバイスをしている。
西川（にしかわ）
結女の彼氏で真魚があこがれている男の子。

## 書誌情報
- 種村有菜 『かんしゃく玉のゆううつ』 集英社〈りぼんマスコットコミックス〉1998年5月発行、ISBN 978-4088560809

タイトルはフェアチャイルドの曲のパクり